# Гонка Формулы-E в Хайдарабаде
Гонка Формулы-Е в Хайдарабаде (англ. Hyderabad E-Prix) — один их этапов соревнования среди одноместных электрических автомобилей чемпионата мира Формулы-E. Впервые этап был проведён в 2023 году на городской трассе в Хайдарабаде, Индия.

## История
17 января 2022 года правительство штата Телангана и руководство Формулы-E подписало письмо о намерениях. Было запланировано, что гонка в Хайдарабаде пройдёт в начале 2023 года, при этом индийская компания Greenko, специализирующаяся по возобновляемым источникам энергии, станет спонсором этапа. 29 июня 2022 года был опубликован календарь сезона 2022/2023, в котором гонка была запланирована на 11 февраля 2023 года.

## Трасса
Трасса длинной 2,835 км с 18-ю поворотами расположена в Хайдарабаде на берегу озера Хуссейн Сагар, частично пролегает на территории парка «NTR Gardens». Трасса для Формулы-E была слегка модифицирована — была добавлена шикана. Планировалось, что на трассе пройдут гонки новых Индийской Формулы-Regional и Индийской Формулы-4, однако серии были отложены, и в декабре 2022 года на трассе прошли гонки только Indian Racing League.

## Победители
| Сезон   | Дата проведения | № | Гонщик         | Команда   | Трасса                       | Отчёт |
| ------- | --------------- | - | -------------- | --------- | ---------------------------- | ----- |
| 2022—23 | 11 февраля 2023 | 1 | Жан-Эрик Вернь | DS Penske | Городская трасса Хайдарабада | Отчёт |